# تاتيانا غونوبليفا
تاتيانا بافلوفنا غونوبليفا (19 نوفمبر 1948 – 28 مايو 2007) هي لاعبة كرة طائرة سابقة في منتخب الاتحاد السوفيتي . ولدت في سانت بطرسبرغ ، مثلت المنتخب0 السوفيتي في الألعاب الأولمبية الصيفية لعام 1972 . 

## روابط خارجية
- تاتيانا غونوبليفا على موقع اللجنة الأولمبية الدولية (الإنجليزية)
- تاتيانا غونوبليفا على موقع أوليمبيديا (الإنجليزية)